# Luc Morjaeu
Luc Morjaeu, né le 11 janvier 1960 à Niel (province d'Anvers), est un auteur de bande dessinée flamand, initialement connu pour ses séries de bande dessinée Biep et Zwiep et De familie Backeljau.
Depuis février 2005, il travaille pour le Studio Vandersteen, où il dirige l'équipe de dessinateurs de Bob et Bobette.

## Biographie
Luc Morjaeu naît le 11 janvier 1960 à Niel en province d'Anvers dans une famille néerlandophone. Il suit des cours d'arts graphiques à l'Académie royale des beaux-arts d'Anvers et à l’École nationale supérieure des arts d’Anvers.
Avec Dirk Michiels, il fonde le studio de bande dessinée Mormic dans les années 1980 et participe à la série Jacobus en Corneel, ensuite il réalise une version humoristique d'Erik ou Le petit livre des insectes de Godfried Bomans. Avec Mormic, il produit des dessins de commande pour le merchandising de Samson en Gert, Pingu et plusieurs personnages de Disney. Entre-temps, il collabore avec Marc Legendre sur Biebel et Kas. Pour la maison d’édition De Zuidnederlandse Uitgeverij, il illustre des couvertures, des livres de jeux ainsi que des puzzles ; tandis que pour Hallmark, il dessine des cartes de vœux.
En 1997, le studio Mormic cesse ses activités et Luc Morjaeu se concentre alors sur ses personnages favoris : les sorcières Biep et Zwiep. Cinq albums sont édités. Luc Morjaeu dessine une série d'albums centrés sur les M-Kids, un groupe pop de jeunes enfants. Avec Luk Wyns, il dessine l’adaptation en bande dessinée de l'émission de télévision De familie Backeljau. À partir de 2000, Luc Morjaeu devient un des collaborateurs de Jef Nys sur la série Gil et Jo.
Par la suite, Hans Bourlon, du Studio 100, lui demande d'œuvrer au développement du studio. Chaque jour paraît, dans le quotidien flamand Het Laatste Nieuws, 5-Minuutjes Plopsa-Tijd, un mélange de bandes dessinées, de jeux et d'informations générales. En outre, pour le magazine Dag Allemaal, le studio produit un supplément hebdomadaire pour la jeunesse : Dag kids. Par ailleurs, Charel Cambré et Luc Morjaeu collaborent à Spring.
Morjaeu publie, en auto-édition, en collaboration avec Pug, Rafke de Raaf.
Morjaeu passe ensuite au Studio Vandersteen, où il dirige l'équipe de dessinateurs de Bob et Bobette. Là encore, il collabore avec Peter Van Gucht, responsable quant à lui de l'équipe de scénaristes, ainsi qu'avec Erik Meynen et Bruno De Roover. En 2010, il reçoit le prix Crayon d'Or avec Peter Van Gucht au Festival BD de Middelkerke pour Bob et Bobette.
Par ailleurs, Luc Morjaeu est également actif comme illustrateur, il participe notamment à l'illustration du recueil de poèmes Kerkhofwachters.
Il expérimente par ailleurs différentes techniques dont notamment la peinture à l'huile, l'acrylique ou la sculpture en bronze. L'exposition So Far So Good présente 100 de ses travaux et 13 bronzes à Hingene du 3 juillet au 30 octobre 2022,.

## Prix et distinctions
- 2010 :  prix Crayon d'Or avec Peter Van Gucht au Festival de bande dessinée de Middelkerke  pour Bob et Bobette[3] ;
- 2025 : il est fait citoyen d'honneur de Niel[2].

## Reconnaissance
Le 24 septembre 2018, une fresque murale représentant Bob et Bobette, conçue par Morjaeu, est inaugurée à Middelkerke, dans le cadre de la route locale de la bande dessinée.

#### Livres
: document utilisé comme source pour la rédaction de cet article.
- (nl) Jan Hoet et Dany Vandenbossche, « Luc Morjeau », dans De wereld van de strips in originelen [« Le Monde de la bande dessinée en originaux »], Bruxelles, Vlaams Parlement, 2013, 68 p., PDF (OCLC 901366732, lire en ligne), p. 39.
- Philippe Mellot, Michel Denni, Laurent Turpin et Isabelle Morzadec, Trésors de la bande dessinée : BDM 2021-2022 - Catalogue encyclopédique et Argus, Paris, Les Arènes, novembre 2020, 22e éd., 1700 p., ill. ; 23 cm (ISBN 9791037502582, OCLC 1240308146, présentation en ligne), p. 987. .

#### Articles
- (nl) Luc Morjaeu et Peter Van Gucht (interviewés par David Steenhuyse), « Interview met Luc Morjaeu en Peter Van Gucht », De Stripspeciaalzaak,‎ 16 septembre 2006 (lire en ligne, consulté le 10 août 2023).